# Rasm
Cet article possède un paronyme, voir RASM.
Rasm (arabe : رَسْم) est un terme qui signifie « trace », « dessin », « esquisse », « manière », (mais pas « orthographe ») et désigne une écriture arabe simplifiée ou incomplète. Ce rasm n'a pas de point diacritique de distinction des lettres ambiguës, de signes de vocalisation ou de gémination ou de signe de pause ou d'assimilation ou le hamza. Le rasm renvoie ainsi à une calligraphie limitée au squelette consonantique de l'écriture complète qui aurait été employé pour les premières transcriptions de la transmission orale du Coran, dès le VIIe siècle. 
Il est associé aux formes canoniques de récitation du Coran, qui suivent un mode, une intonation et un rythme particuliers. La datation traditionnelle du rasm le faisant remonter à l'époque du calife Othman est devenue minoritaire parmi les chercheurs. Selon les mots de Van Reeth, « le Coran est ainsi le produit d’un processus rédactionnel long et complexe ; il est le fruit d’un travail scribal, à partir d’un grand nombre de bribes de textes oraculaires, rassemblés et transmis par les premières générations de musulmans et que la tradition attribuait à Muḥammad. »

## Exemple
Le texte est un passage de la sourate VII Les redans (Al-A'raf), versets 86 et 87; le début du verset 86 est tronqué ainsi que la fin du verset 87: 
| Coran du VIIe siècle  | Rasm avec espaces      | Rasm                | Coran actuel         |
| --------------------- | ---------------------- | ------------------- | -------------------- |
|                       | ا لل‍ه مں ا مں ٮه و ٮٮعو | الل‍ه مں امں ٮه وٮٮعو | اللَّهِ مَنْ آمَنَ بِهِ وَتَبْغُو |
| ٮها عو حا و ا د       | ٮها عوحا واد           | نَهَا عِوَجًا وَاذْ        |                      |
| كر و ا ا د كٮٮم       | كروا اد كٮٮم           | كُرُوا إِذْ كُنْتُم        |                      |
| ڡلٮلا ڡكٮر كم         | ڡلٮلا ڡكٮركم           | قَلِيلا فَكَثَّرَكُمْ        |                      |
| و ا ٮطر وا كٮڡ        | واٮطروا كٮڡ            | وَانْظُرُوا كَيْفَ         |                      |
| كا ں عڡٮه ا لمڡسد     | كاں عاڡٮه المڡسد       | كَانَ عَاقِبَةُ الْمُفْسِدِ    |                      |
| ٮں /87/ و ا ں كا ں طا | ٮں /87/ واں كاں طا     | ين٨٧ وَإِنْ كَانَ طَا     |                      |
| ٮڡه مٮكم ا مٮو ا      | ٮڡه مٮكم امٮوا         | ئِفَةٌ مِنْكُمْ آمَنُوا      |                      |
| ٮالد ى ا ر سلٮ        | ٮالدى ارسلٮ            | بِالَّذِي أُرْسِلْتُ         |                      |
| ٮه و طا ٮڡه لم ٮو     | ٮه وطاٮڡه لم ٮو        | بِهِ وَطَائِفَةٌ لَمْ يُؤْ     |                      |
| مٮو ا ڡا صٮر و ا      | مٮوا ڡاصٮروا           | مِنُوا فَاصْبِرُوا        |                      |
| حٮى ٮحكم ا لل‍ه ٮٮٮٮا   | حٮى ٮحكم الل‍ه ٮٮٮٮا     | حَتَّى يَحْكُمَ اللَّهُ بَيْنَنَا |                      |

Ici l'absence de diacritique fait que les lettres peuvent être confondues :
- b, ﺏ ; t, ﺕ ; ṯ/th, ﺙ n, ﻥ sont écrites ٮ
- j/dj, ﺝ ; ḥ, ﺡ ; ḫ/kh, ﺥ sont écrites ﺡ
- d, ﺩ ; ḏ/dh, ﺫ sont écrites ﺩ
- r, ﺭ ; z, ﺯ sont écrites ﺭ
- s, ﺱ ; š/ch, ﺵ sont écrites ﺱ
- ṣ, ﺹ ; ḍ/dh, ﺽ sont écrites ﺹ
- ṭ, ﻁ ; ẓ, ﻅ sont écrites, ﻁ
- ʿ, ﻉ ; ḡ/gh, ﻍ sont écrites ﻉ
- f, ﻑ ; q, ﻕ sont écrites ڡ

L'absence de vocalisation ne permet pas de distinguer les trois sons brefs :
- u/ou, ـــُــ ; a, ـــَــ ; i, ـــِــ

L'absence du signe de gémination ou de signe de pause, d'assimilation et de hamza ajoute à la difficulté d'une lecture correcte.